# Tavo akys
Tavo akys (Aussprache: [ˈtaːʋɔ ˈaːkjiːs] „Deine Augen“) ist ein Lied der litauischen Alternative-Rock-Band Katarsis. Das Lied wurde am 31. Januar 2025 veröffentlicht und war der litauische Beitrag zum Eurovision Song Contest 2025 in Basel.

## Hintergrund
Es wurde von Kataris-Leadsänger Lukas Radzevičius geschrieben und von Jurgis Masilionis produziert. Der Song handelt von einer dystopischen Vision, in dem es um vergangene Beziehungen geht. Es handelt von einem traurigen Tanz, dem Vergessen und Sterben. Musikalisch handelt es sich um düsteren, aggressiven Alternative-Rock- und Post-Punk.
Das Lied wurde am 31. Januar 2025 über das Label Žiauru veröffentlicht. Das offizielle Musikvideo erschien am 16. Februar 2025 und zeigt ihren Auftritt beim Eurovizija.LT 2025.

## Eurovision Song Contest 2025
Hauptartikel: Eurovizija.LT (2025)

### Eurovizija.LT 2025
Eurovizija.LT 2025 war der nationale Vorentscheid, der von LRT organisiert wurde, um die Beiträge für den Eurovision Song Contest 2025 auszuwählen. Er fand vom 11. Januar bis zum 15. Februar 2025 statt. 45 Beiträge konkurrierten in fünf Halbfinal-Runden (Heats) gegeneinander, die vom 11. Januar bis 8. Februar 2025 stattfanden, und einem Finale am 15. Februar 2025. Eine 50/50-Kombination aus Jury- und Publikumsvoting bestimmte die Rangordnung in jeder Phase, wobei sich die beiden besten Beiträge jeder Runde (von insgesamt neun) für das Finale qualifizierten; die drei besten Beiträge des Finales kamen in eine letzte Televoting-Runde, in der der Gewinner gekürt wurde. Das Punktesystem war dasselbe wie beim Eurovision Song Contest: Die jeweils zehn besten Beiträge aus der Jury-Abstimmung und dem Televoting erhielten 1–8, 10 und 12 Punkte.
Am 11. Dezember 2024 wurden Katarsis mit dem Song Tavo akys als Teilnehmende des Wettbewerbs bekannt gegeben. Am 1. Februar 2025 erreichte Tavo akys die Vorrunden und schaffte es zwei Wochen später ins Finale. Im Finale des Vorentscheids war Tavo akys einer der drei Songs mit den meisten Stimmen, die sowohl die Jury als auch das Publikum zu Hause vergeben hat. Die Band erreichte das Superfinale, wo sie per Televoting zum Sieger und litauischen Vertreter auf der Eurovision-Bühne in Basel gekürt wurde.
Wie bereits im Vorjahr mit Silvester Belts Elektro-Pop-Song Luktelk entschied sich das Publikum damit für einen eher ungewöhnlichen Beitrag.

### Beim Eurovision Song Contest
Der Eurovision Song Contest 2025 fand in der St. Jakobshalle in Basel, Schweiz, statt und bestand aus zwei Runden, die am 13. und 15. Mai ausgetragen wurden, sowie dem Finale am 17. Mai 2025. Bei der Auslosung am 28. Januar 2025 wurde Litauen dem zweiten Halbfinale zugeteilt. Katarsis traten in der ersten Hälfte der Show auf Platz 8 auf. Am 5. Mai 2025 durfte die Band in Basel den Song erstmals proben, am 8. Mai folgte die zweite Probe. Aus dem Halbfinale am 15. Mai konnte sich das Land erfolgreich für das Finale qualifizieren. Von Startnummer 5 aus erreichte Litauen 96 Punkte, was in einem 16. Platz resultierte.

## Chartplatzierungen
Tavo akys erreichte in den litauischen Charts (AGATA) die Höchstplatzierung 1.